# Frank Cordell
Ne pas confondre avec l'acteur américain Frank Cordell (1898-1977).
Frank Cordell est un compositeur, arrangeur et chef d'orchestre anglais, né le 1er juin 1918 à Kingston upon Thames (Grand Londres), mort le 6 juillet 1980 à Hastings (Sussex de l'Est).

## Biographie
Compositeur, arrangeur et chef d'orchestre à la BBC entre 1947 et 1955, Frank Cordell écrit notamment une musique pour la pièce radiophonique The Gay Galliard de Margaret Irwin (en) (1951, avec Valerie Hobson et John Laurie).
Puis, de 1955 à 1962, il est directeur musical au sein d'HMV Records qui publie des disques microsillon où il dirige son propre orchestre — sous l'appellation « Frank Cordell and His Orchestra » —, en particulier dans un répertoire d'arrangements qu'il réalise (ex. : Fascinating Rhythm, The Man I Love et Summertime de George Gershwin).
Enfin et à partir de 1962, désormais indépendant, il se consacre principalement à la composition.
Au cinéma, on lui doit des partitions pour deux documentaires et quatre courts métrages (dont First on the Road de Joseph Losey en 1959). Mais surtout, il écrit les musiques de quatorze longs métrages (majoritairement britanniques), le premier étant The Voice of Merrill (en) de John Gilling (1952, avec Valerie Hobson et James Robertson Justice).
Citons également Khartoum de Basil Dearden (1966, avec Charlton Heston et Laurence Olivier), Opération V2 de Boris Sagal (1969, avec David McCallum et Charles Gray) et Cromwell de Ken Hughes (1970, avec Richard Harris dans le rôle-titre et Alec Guinness). Sa dernière musique de film est pour Meurtres sous contrôle de Larry Cohen (film américain, 1976, avec Tony Lo Bianco et Deborah Raffin).
Il signe aussi une partition originale pour 2001, l'Odyssée de l'espace de Stanley Kubrick (1968) qui ne sera pas retenue par le réalisateur (pas plus que celle de son confrère Alex North).
Le film historique Cromwell pré-cité lui vaut une nomination au Golden Globe de la meilleure musique de film et une autre à l'Oscar de la meilleure musique de film.
À la télévision, entre 1961 et 1971, Frank Cordell écrit des musiques pour deux séries documentaires, un téléfilm et deux séries de fiction (dont quatorze épisodes de Court Martial (en), 1965-1966).
En dehors de l'écran, il compose entre autres des pièces de musique légère (dont Big Ben Waltz et Rhapsody in Red), un concerto pour violoncelle, un concerto pour cor, ou encore Gestures et Patterns, pour quatuor de saxophones.

## Musiques pour l'écran (sélection)

### Cinéma
- 1950 : La Vallée du solitaire (High Lonesome) d'Alan Le May
- 1952 : The Voice of Merrill de John Gilling
- 1959 : The Captain's Table de Jack Lee
- 1959 : First on the Road de Joseph Losey (court métrage documentaire)
- 1961 : The Rebel de Robert Day
- 1964 : Les Trois Soldats de l'aventure (Flight from Ashiya) de Michael Anderson
- 1964 : Never Put It in Writing d'Andrew L. Stone
- 1966 : Khartoum de Basil Dearden
- 1969 : Ring of Bright Water de Jack Couffer
- 1969 : Opération V2 (Mosquito Squadron) de Boris Sagal
- 1970 : Hell Boats de Paul Wendkos
- 1970 : Cromwell de Ken Hughes
- 1976 : Trial by Combat de Kevin Connor
- 1976 : Meurtres sous contrôle (God Told Me To) de Larry Cohen

### Télévision
- 1965-1966 : Court Martial (série), saison unique, 14 épisodes
- 1966 : The Man Who Never Was (série), saison unique, épisode 1 One Plus One Equals One de John Newland
- 1968 : Les S.R. passent à l'attaque (Danger Has Two Faces), téléfilm de John Newland

## Autres compositions (sélection)
- Gestures et Patterns, deux pièces pour quatuor de saxophones
- Interplay, pour quintette à vent
- Concerto pour cor et orchestre
- Concerto pour violoncelle, orchestre à cordes et percussion
- The Gay Galliard, musique pour une pièce radiophonique
- Music for Moderns, pour orchestre
- Pièces de musique légère : Big Ben Waltz, For Those Who Love et Rhapsody in Red, pour orchestre

## Distinctions
- 1971 : Nomination au Golden Globe de la meilleure musique de film, pour Cromwell
- 1971 : Nomination à l'Oscar de la meilleure musique de film, pour Cromwell